# Svartstrupig prinia
Svartstrupig prinia (Prinia atrogularis) är en asiatisk fågel i familjen cistikolor med omstridd systematik.

## Utseende
Svartstrupig prinia är en stor (14–16 cm) prinia med en tunn och något nedåtböjd näbb och mycket lång, avsmalnad och spetsig stjärt. I häckningsdräkt är den svart på strupe och bröst med vita fläckar och ett vitt mustaschstreck. Utanför häckningstid syns ett vitt ögonbrynsstreck och beigefärgad undersida.
Nära släktingen rostkronad prinia (P. khasiana), tidigare behandlat som underart, har rostbrun ovansida, framför allt på hjässan, varmare beigefärgade flanker och i häckningsdräkt svart endast ner till övre delen av bröstet.
Bergprinia (P. superciliaris), ofta behandlad som underart till svartstrupig prinia, saknar den svarta strupen (och därmed också mustaschstrecket) i häckningsdräkt. Ögonbrynsstrecket är också kraftigare och flankerna beigefärgade. Även liknande strimmig prinia saknar den svarta strupen, men även ögonbrynsstrecket och är dessutom streckad ovan.

## Utbredning och systematik
Svartstrypig prinia förekommer i östra Nepal, Sikkim, Bhutan, sydöstra Tibet och Arunachal Pradesh. Den behandlas som monotypisk, det vill säga att den inte delas in i några underarter. Tidigare inkluderades rostkronad prinia (P. khasiana) i arten, men urskildes 2016 som egen art av BirdLife International, 2022 av tongivande eBird/Clements och 2023 av International Ornithological Congress. Även bergprinian (P. superciliaris) har behandlats som del av svartstrupiga prinian och vissa gör det fortfarande.

### Familjetillhörighet
Cistikolorna behandlades tidigare som en del av den stora familjen sångare (Sylviidae). Genetiska studier har dock visat att sångarna inte är varandras närmaste släktingar. Istället är de en del av en klad som även omfattar timalior, lärkor, bulbyler, stjärtmesar och svalor. Idag delas därför Sylviidae upp i ett antal familjer, däribland Cisticolidae.

## Status
Arten har ett stort utbredningsområde och beståndet anses vara stabilt. Internationella naturvårdsunionen IUCN listar den därför som livskraftig (LC).

## Namn
Prinia kommer av Prinya, det javanesiska namnet för bandvingad prinia (Prinia familiaris).